# آقوسم
آقوسم (به ترکی آذربایجانی: Ağusəm، همچنین آقوسمن Ağusəmən) یک منطقه مسکونی در جمهوری آذربایجان است که در شهرستان جلیل‌آباد واقع شده است. آقوسم ۵۶۳ نفر جمعیت دارد.